# Căn nhà Vizarrón
Căn nhà Vizarrón (Tiếng Tây Ban Nha: La Casa Vizarrón o de las Cadenas) là một căn nhà ở El Puerto de Santa María, Tây Ban Nha, được công nhận là Bien de Interés Cultural năm 2006.